# Gabriel Du Buisson
Pour les articles homonymes, voir Du Buisson.
 (juillet 2023).
Si vous disposez d'ouvrages ou d'articles de référence ou si vous connaissez des sites web de qualité traitant du thème abordé ici, merci de compléter l'article en donnant les références utiles à sa vérifiabilité et en les liant à la section « Notes et références ».
Gabriel Du Buisson, né vers 1690, à Paris (?), décédé dans la même ville, fl. 1716-1751, est un organiste, claveciniste et compositeur français.

## Biographie
Il est engagé à la Cour de Bavière à Munich comme musicien de chambre du Prince-Électeur Max Emanuel, le 10 janvier 1716.
De retour à Paris en 1721, Du Buisson est nommé titulaire des orgues de Saint-Thomas-du-Louvre, poste qu’il perdra en 1730 pour cause d’absentéisme.
Il trouve ensuite un poste d’organiste à Saint-Germain-l’Auxerrois vers 1732, sans doute jusqu'à sa mort vers 1750.
Marié à Françoise Thérèse Moret, Gabriel Du Buisson a un fils Claude-Gabriel Du Buisson, sculpteur, qui épouse Anne-Catherine Leteurtre à Paris en 1752. Le contrat de mariage du 3 février 1752 indique que le père du futur époux, "ordinaire de la musique de la Chapelle du Roy", est déjà décédé.

## Œuvres
- Première Suitte de Pièces de Clavecin, 1732, dédiée à Mr. Clérambault, comportant 9 pièces en sol mineur[2] : Prélude – Première Fantaisie – Courante – Deuxième Fantaisie – Sarabande – La Princesse de Grimberghen - (Sans titre) Très gratieusement - (Sans titre) Gratieusement et gay - Gigue.